# Chevannes (Côte-d'Or)
Chevannes é uma comuna francesa na região administrativa da Borgonha-Franco-Condado, no departamento de Côte-d'Or. Estende-se por uma área de 6,38 km². Em 2010 a comuna tinha 167 habitantes (densidade: 26,2 hab./km²).